# 鄭智我
鄭 智我（朝鮮語: 정지아、チョン・ヂア、1965年 - ）は、韓国の小説家。全羅南道求礼郡出身。

## 人物
父は元・南朝鮮労働党組織部長、母は元・南部軍政治指導員だったため、幼い頃から韓国軍事政権当局の監視下にあった。1980年代後半に労働運動に参加、国家保安法違反として4年間指名手配された後に自ら警察に出頭した。手配中に自身の両親をモデルにした長篇小説「パルチザンの娘」(1990年)を執筆し、高い評価を受けて作家となるが、当局から発禁処分を受けた。中央大学校文芸創作学科を卒業し、同大学院に在学中の1996年に、韓国の大手日刊紙各紙が文学作品を募集する「新春文芸」に「豆柿の木」が入選した。他の作品に「幸福」「春の光」、短編集「歳月」などがある。

## 日本語訳作品
- 「歳月 鄭智我作品集」 橋本智保 訳 新幹社 2014
- 「父の革命日誌（原題：아버지의 해방일지）」 橋本智保 訳 河出書房新社 2024